# Абдразаков, Газиз Абдразакович
Газиз Абдразакович Абдразаков (род. 1932 года, Жылыойский район, Гурьевская область, Казахская ССР) — советский и казахстанский нефтяник, Первооткрыватель месторождения «Узень». Отличник нефтяной промышленности СССР и Казахстана. Почётный гражданин Мангистауской области и Жанаозен (1998).

## Биография
Газиз Абдразакович Абдразаков родился 1932 года Жылыойском районе, Гурьевская область
В 1974 году окончил Саратовский государственный политехнический институт (техник-буровик).
В 1948 по 1987 годы буровой рабочий, помощник бурильщик, бурильщик, буровой мастер на нефтеразведках Биикжал, Каратон, Тюбеджик треста «Казнефтеразведка», позже буровой мастер, инженер-диспетчер Узенского управления разведочного бурения.
Первооткрыватель месторождения «Узень».
В 1968 по 1972 годы Член Всесоюзный центральный совет профессиональных союзов
В 1971 по 1975 годы Избирался депутатом Верховного Совета Казахской ССР
Он был избран делегатом XIV съезда Союзного совета профсоюзов в 1968 году и 19-м конгрессом профсоюзов в 1972 году.
С 1987 года персональный пенсионер Республики Казахстана.

## Награды и звания
- 1966 — Орден Ленина (высшая государственная награда СССР) за открытие и разведку нефтяного месторождения
- 1970 — Медаль «В ознаменование 100-летия со дня рождения Владимира Ильича Ленина»
- 1971 — Орден Октябрьской Революции (один из высших орденов СССР) за заслуги в нефтяной промышленности СССР и Казахской ССР
- 1976 — Медаль Победитель социалистического соревнования
- 1987 — Медаль «Ветеран труда»
- 1993 — Медаль «Ветеран Мангистауской нефтегазодобывающей ассоциации»
- 1998 — Присвоено почётное звание «Почётный гражданин города Жанаозен» за выдающиеся достижения в развитии города (15 декабря 1998)
- 1999 — Орден Курмет за выдающиеся достижения в нефтяной промышленности Казахстана (1 сентября 1999)
- 2004 — Медаль «40 лет Узеньского месторождения»
- 2008 — Медаль «40 лет города Жанаозене»
- 2009 — Медаль «КазЭнерго»
- 2013 — Медаль «40 лет Мангистауской области»[2]
- 2015 — «Почётный гражданин Мангистауской области» за выдающиеся достижения в областях[3]
- 2018 — Орден «Намыс» имени Бауыржана Момышулы
- 2018 — Медаль «50 лет города Жанаозене»
- Награждён Почётной грамотой Верховного Совета Казахской ССР